# Agoraea minuta
Agaraea minuta là một loài bướm đêm thuộc phân họ Arctiinae, họ Erebidae.